# Inspektorat Rzeszów Armii Krajowej
Inspektorat Rzeszów AK – terenowa struktura Podokręgu Rzeszów wchodząca w skład Okręgu Kraków AK.

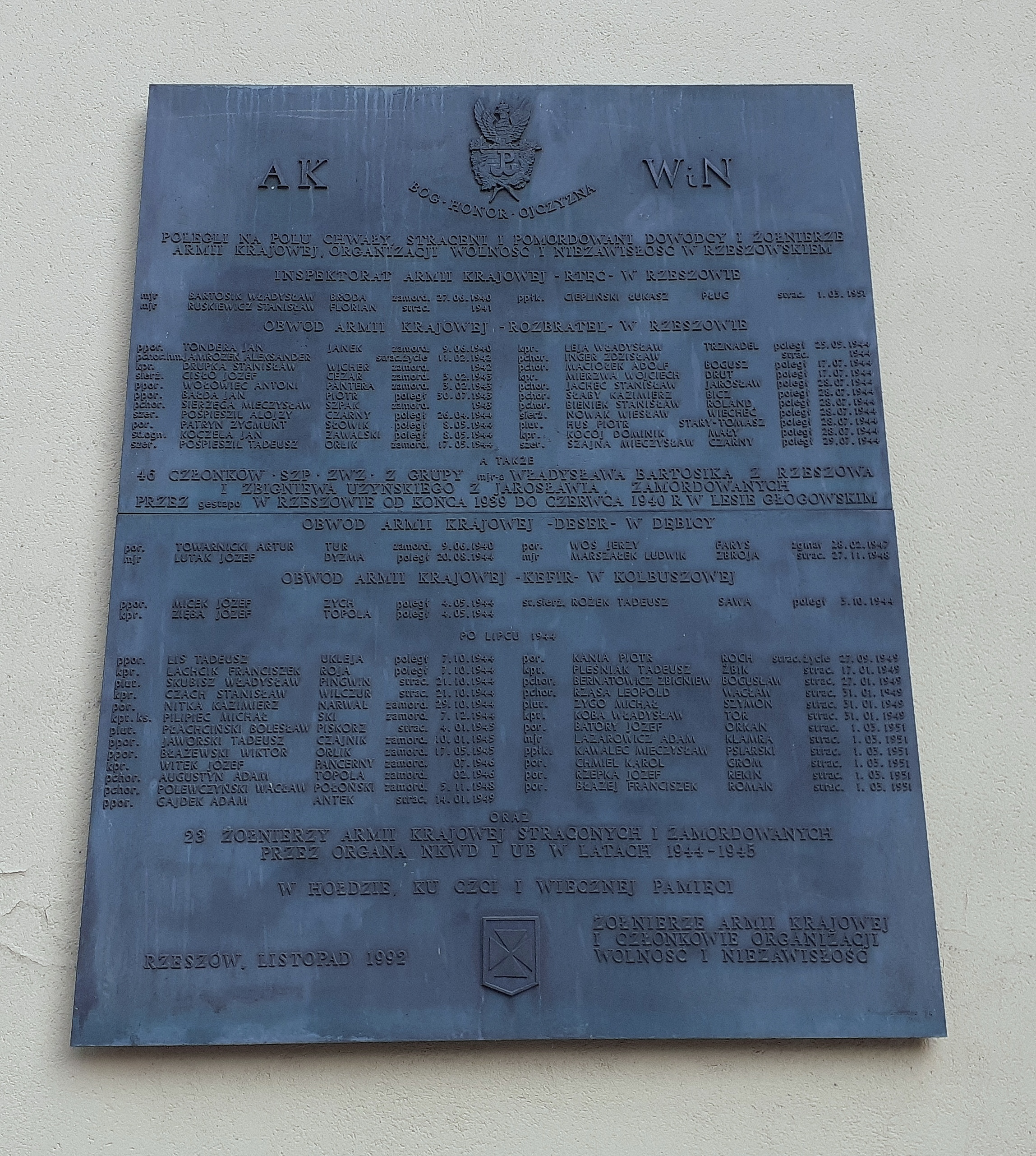
Tablica na bazylice Wniebowzięcia Najświętszej Maryi Panny w Rzeszowie upamiętniająca członków AK i WiN, związanych z Rzeszowem

## Skład organizacyjny
- Obwód Rzeszów
- Obwód Dębica
- Obwód Kolbuszowa

## Obsada personalna
- komendant – mjr dypl. Władysław Bartosik (do 26 IV 1940)
- szef sanitarny – ppłk lek. dr Stanisław Kublin

## Upamiętnienie
Tradycje inspektoratu kultywuje 3 Podkarpacka Brygada Obrony Terytorialnej